# Gato negro (película de 2014)
Gato negro es una película argentina, estrenada el 10 de abril de 2014. La dirección y el guion estuvieron a cargo de Gastón Gallo. Cuenta con la actuación de Luciano Cáceres, Luis Luque, Leticia Brédice y Roberto Vallejos. La filmación duró 9 semanas, en locaciones argentinas como Medinas, Provincia de Tucumán; Buenos Aires y Mar del Plata.

## Sinopsis
Gato Negro trata sobre la vida de Tito Pereyra (Luciano Cáceres), desde su niñez en un pueblo tucumano durante los años 1950s, hasta los 1980s en Buenos Aires. Una historia de vida llena de luces y de sombras, un personaje que se va creando a sí mismo en lucha por torcer el destino que le tocó en suerte por haber nacido en una familia de bajos recursos en un pueblito alejado.
“Esta historia apunta a la búsqueda de lo esencial y de lo importante, sin ser aleccionadora. También se vuelve una película de aventura, muestra el recorrido de un héroe muy particular que por momentos puede ser muy antipático, pero que a la vez genera empatía”, dice Cáceres sobre su personaje.

## Reparto
- Luciano Cáceres como Tito
- Luis Luque como Carrillo
- Leticia Brédice como Elvira
- Roberto Vallejos como Claudio
- Lito Cruz como Padre de Tito
- Favio Posca como Pirata
- Guillermo Arengo como Santillán
- Santino Gallo como Tito niño
- Pompeyo Audivert como Coronel Silva
- Juan Acosta como El Cordobés
- Eduardo Majdalani como Comisario Lencina
- Paloma Contreras como Marisa
- Sergio Surraco como Rubén
- Eduardo Cutuli como Villegas
- Alberto Suárez
- Germán de Silva
- Daniel Campomenosi
- Sergio Sanchez como el Joyero

## Taquilla
Gato negro fue una de las películas exitosas del 2014, estrenada el 10 de abril en 51 pantallas de Argentina, con un primer fin de semana que la ubicó entre las 10 más vistas, con 19.335 espectadores, y 828.204 pesos argentinos de recaudación. Tras ocho semanas en cartel, superó los 60.000 espectadores, con una recaudación total de 2.162.000 de pesos argentinos.

## Premios y nominaciones
- Festival Internacional de Cine de Milán (2015)
  - Nominada para los Premios Miff, que se entregan en el marco del Festival a mejor escenografía, fotografía y película.[6]
  - Premio al mejor actor a Luciano Cáceres por su actuación en el filme.[7]
  - Premio a la Mejor Dirección de Arte a María Eugenia Sueiro
- Festival de Cine de Bogotá (2014)
  - Premio Círculo Precolombino de Bronce a este filme.[8]
- Festival de Cine Latinoamericano de Londres (2014)
  - Nominada para el Premio del Público.
- Sunscreen FIlm Festival West (2014), Los Ángeles, Estados Unidos
  - Premio al Mejor Director a Gastón Gallo
  - Premio al Mejor Film en español a Gato Negro[9]
- Festival de Cine Latino de Georgia 2014
  - Premio al Mejor Director a Gastón Gallo
  - Premio al Mejor Film a Gato Negro
  - Premio al Mejor Guion a Gato Negro[10]

## Comentarios
Gaspar Zimerman dijo en Clarín:

”...Gallo … eligió a este personaje individualista, ambicioso, a veces inescrupuloso, fiel exponente de la viveza criolla, para representar a una parte del empresariado nacional. Un objetivo que está muy subrayado: después de un comienzo prometedor, en el que la lenta e inexorable escalada de Pereyra consigue atrapar, la película cae en una bajada de línea demasiado evidente. Durante gran parte de las -excesivas- dos horas de duración, Gallo se cuida de mantener a su protagonista...el único personaje bien desarrollado, en la ambigüedad: no es un héroe ni un villano, simplemente un hombre tratando de sobrevivir. Pero con el correr de los minutos, el trazo se va volviendo más grueso. A medida de que Pereyra se va hundiendo en el fango y la tragedia, la película cae con él. Aparecen diálogos obvios, gritos, puteadas, sobreactuaciones: elementos que recuerdan a un cine argentino del pasado que es mejor olvidar”.

Paraná Sendrós opinó en Ámbito Financiero:

”…Quizá los momentos más objetables de la película sean...los referidos a la infancia en Tucumán y Buenos Aires allá por 1956. Estiran el comienzo, provocan rechazo hacia el personaje...son un gasto enorme, y hubieran podido reducirse, o incorporarse como flashbacks del segundo capítulo. Cuando éste al fin llega, y tras algunas vueltas el personaje se asume como un joven buscavidas en un conventillo de malandras y quiere salir más o menos por derecha, la historia empieza a caminar y logra llevarnos, cada vez más ligero. El ascenso comercial y social…, el modo tramposo en que hace sus primeros negocios fuertes, enseñado por dos pícaros comerciantes, la cancha para intercambiar más adelante, con los militares, un favor por otro…, la pulseada con los sospechosos directivos de la Aduana, ya en democracia, los acuerdos con los chinos, la presión a la justicia apelando a viejos métodos, en fin, todo eso es atractivo y está contado con nervio y buen poder de síntesis. Paralelamente, corren otras dos historias. Una es la familiar, con el odio hacia los padres, la paciencia del hermano, la mediana cordura y la reconciliación que trae el tiempo. Esa también se plantea mal, pero va mejorando cada vez que reaparece. Y la otra, es la historia con El Familiar, temible monstruo de los ingenios tucumanos, que es donde empieza todo, y donde la Salamanca promete y cumple, pero también cobra. Nadie se puede quedar tranquilo sabiendo que un día habrá de pagarle. La película es irregular, ambiciosa, excedida, con varios defectos que incomodan al espectador, pero también se hace atractiva, y hacia el final también atrapante, con destacable esfuerzo de ambientación, y un amplio elenco haciendo caracteres vivaces, creíbles, para pintar además un costado poco visto de nuestra historia, sin caer en maniqueísmos. Evoca a veces el espíritu de otro realizador tucumano, Gerardo Vallejo, y lo hace bien, con un paso adelante en algunas cosas.”

Pablo De Vita escribió en La Nación:

”Si algo debe destacarse de Gato negro es su cuidada dirección de arte, que reconstruye el devenir argentino desde la primera mitad del siglo XX hasta entrado el gobierno de Alfonsín. ...se suceden costumbres, modas y vaivenes político-sociales que el film no omite en busca de una construcción que tuviera también anclaje en la historia argentina reciente. Por razones productivas (aunque también estilísticas), el cine argentino contemporáneo se encuentra mucho más vinculado a la urgencia cotidiana que a la reconstrucción histórica, con lo cual este esfuerzo -acertado en su matriz visual- debe valorarse….pero el film… sucumbe por la misma debilidad que endilga a su protagonista. Lo profuso del relato, la cantidad de personajes y los anclajes en la realidad política culminan por desdibujar al conjunto en virtud del inevitable trazo grueso ante tanto caudal narrativo.…Gastón Gallo no duda en arriesgar los límites de un relato que hubiera tenido más fortuna acotando sus intenciones o desarrollándolas en una serie televisiva….El director debe depurar mucho más su estilo para conquistar el vuelo creativo que requiere una película, aunque supera con creces a muchos productos que, con similar planteo, se exhiben por televisión.”

Matías Lértora opinó:

”Hay que aplaudir de pie al equipo de producción y dirección de arte de esta película, la recreación de época es formidable en todo sentido: desde las locaciones hasta el vestuario pasando por el más mínimo detalle.		
Un producto nacional del bueno que quien lo ensucie porque la historia no le gustó o no lo atrapó no sabe contemplar un film como “un todo”.	
En su ópera prima, el director Gastón Gallo logra llevar adelante con mucha altura un film que ni por asomo parece ser el primero en la carrera de un director, no solo por lo señalado más arriba sino que también por su montaje y fotografía.		
Una gran mención aparte merece Luciano Cáceres por su enorme actuación componiendo a ese tipo despreciable -pero con matices queribles- a lo largo de varios períodos de tiempo, desde un pobre obrero en Tucumán de la década del 60 hasta un poderoso y corrupto empresario en los 80s de Buenos Aires.		
Su hablar, caminar y gesticulaciones de acuerdo al paso del tiempo y situaciones de la vida son formidables. Tanto lugar ocupa su papel que se come al resto del elenco: Leticia Bredice, Luis Luque y Lito Cruz.		
El único problema que tiene este estreno es su historia, no porque la misma sea mala porque no lo es, sino porque da la sensación de que tarda mucho en comenzar y llegar a un verdadero conflicto que atrape al espectador.	
Lo que ocurre es que el conflicto central es la transformación y vivencias del personaje de Cáceres y, aunque esté perfectamente actuado, uno se queda esperando a que ocurra algo y eso recién viene sobre el final.	
Lamentablemente esto le resta un par de puntos a la película porque si no sería perfecta.	
Últimamente querer a los villanos está muy de moda, sobre todo en televisión (El patrón del mal y Breaking Bad son los ejemplos por excelencia) y el cine ha hecho grandes trabajos con los antagonistas, una materia pendiente en la esfera nacional que comienza a saldarse con creces en Gato negro.

El crítico Ezequiel Boetti opinó:

”Irregular, imperfecta, desmesurada, ambiciosa, por momentos desprolija y siempre al límite del desbarranque: todo esto y mucho más es la curiosísima Gato negro. Curiosidad proveniente mucho menos de su forma y temática (una historia clásica de un self-made man que pasa de mendigo a millonario), sino más bien por el carácter extrapolado del actual contexto cinematográfico argentino. Así, cuando gran parte de las producciones apuestan por la pequeñez, el minimalismo y la falta de claridad conceptual al momento de definir qué contar y cómo hacerlo, Gastón Gallo va por absolutamente todo, construyendo una historia que por momentos parece ser más grande que la vida misma….Como en Scarface… aquí también el protagonista (Luciano Cáceres: impecable) está siempre al límite del desborde  y se genera la empatía del espectador por un personaje inescrupuloso….Gallo se aleja de la sofisticación del De Palma para, en cambio, construir un film más cercano al culebrón histórico, con personajes que entran y salen de la historia… metáforas obvias, música para subrayar emociones y una puesta en escena funcional a la utilización de los planos cortos propios del lenguaje televisivo. Es cierto que todo esto permitiría hablar de una película fallida, pero la autoconciencia en el uso de sus recursos y la aceptación de sus limitaciones, la sinceridad con la que se articulan los distintos elementos y las ganas de ir siempre por más hacen de Gato negro una película similar a su protagonista, una película con alma, vísceras y corazón. Justo aquello que gran parte del cine argentino parece haber perdido."

Javier Ponzone escribió sobre el filme:

”Película muy ambiciosa por parte de Gastón Gallo que termina funcionando por el excelente trabajo de Luciano Cáceres, quien da una clase de actuación en este largometraje. Leticia Brédice nos entrega un personaje diferente al que estamos acostumbrados, mientras que Posca, Luque y Lito Cruz dan vueltas cumpliendo con su rol, pero no sorprenden. La película tiene momentos históricos muy bien realizados, pero quizás te mareas un poco. Más allá de todo eso, es una película muy interesante para ver y analizar."

El comentario en Rating Cero fue:

"Película muy ambiciosa por parte de Gastón Gallo que termina funcionando por el excelente trabajo de Luciano Cáceres, quien da una clase de actuación en este largometraje. Leticia Brédice nos entrega un personaje diferente al que estamos acostumbrados, mientras que Posca, Luque y Lito Cruz dan vueltas cumpliendo con su rol, pero no sorprenden. La película tiene momentos históricos muy bien realizados, pero quizás te mareas un poco. Más allá de todo eso, es una película muy interesante para ver y analizar."